# Llista d'asteroides (47001-48000)
Llista d'asteroides del 47.001 al 48.000, amb data de descoberta i descobridor. És un fragment de la llista d'asteroides completa. Als asteroides se'ls dona un número quan es confirma la seva òrbita, per tant apareixen llistats aproximadament segons la data de descobriment.
Contingut: 47001... 47101... 47201... 47301... 47401... 47501... 47601... 47701... 47801... 47901... 

| Nom               | Designació provisional | Data de descobriment    | Descobridor/s                    |
| 47001-47100       | 47001-47100            | 47001-47100             | 47001-47100                      |
| ----------------- | ---------------------- | ----------------------- | -------------------------------- |
| 47001 -           | 1998 TA35              | 14 d'octubre del 1998   | LONEOS                           |
| 47002 -           | 1998 UQ2               | 20 d'octubre del 1998   | ODAS                             |
| 47003 -           | 1998 UF7               | 23 d'octubre del 1998   | K. Korlević                      |
| 47004 -           | 1998 UZ7               | 23 d'octubre del 1998   | K. Korlević                      |
| 47005 Chengmaolan | 1998 UP8               | 16 d'octubre del 1998   | BAO Schmidt CCD Asteroid Program |
| 47006 -           | 1998 UL10              | 16 d'octubre del 1998   | Spacewatch                       |
| 47007 -           | 1998 UL16              | 23 d'octubre del 1998   | K. Korlević                      |
| 47008 -           | 1998 UW16              | 27 d'octubre del 1998   | CSS                              |
| 47009 -           | 1998 UY16              | 27 d'octubre del 1998   | CSS                              |
| 47010 -           | 1998 UD20              | 28 d'octubre del 1998   | K. Korlević                      |
| 47011 -           | 1998 UQ23              | 17 d'octubre del 1998   | LONEOS                           |
| 47012 -           | 1998 UZ26              | 18 d'octubre del 1998   | E. W. Elst                       |
| 47013 -           | 1998 UZ27              | 18 d'octubre del 1998   | E. W. Elst                       |
| 47014 -           | 1998 UJ40              | 28 d'octubre del 1998   | LINEAR                           |
| 47015 -           | 1998 VW                | 10 de novembre del 1998 | LINEAR                           |
| 47016 -           | 1998 VU3               | 10 de novembre del 1998 | ODAS                             |
| 47017 -           | 1998 VE4               | 11 de novembre del 1998 | ODAS                             |
| 47018 -           | 1998 VT4               | 11 de novembre del 1998 | ODAS                             |
| 47019 -           | 1998 VM5               | 8 de novembre del 1998  | Y. Shimizu, T. Urata             |
| 47020 -           | 1998 VP9               | 10 de novembre del 1998 | LINEAR                           |
| 47021 -           | 1998 VR12              | 10 de novembre del 1998 | LINEAR                           |
| 47022 -           | 1998 VK14              | 10 de novembre del 1998 | LINEAR                           |
| 47023 -           | 1998 VZ16              | 10 de novembre del 1998 | LINEAR                           |
| 47024 -           | 1998 VV19              | 10 de novembre del 1998 | LINEAR                           |
| 47025 -           | 1998 VT20              | 10 de novembre del 1998 | LINEAR                           |
| 47026 -           | 1998 VS21              | 10 de novembre del 1998 | LINEAR                           |
| 47027 -           | 1998 VX29              | 10 de novembre del 1998 | LINEAR                           |
| 47028 -           | 1998 VG31              | 12 de novembre del 1998 | T. Kagawa                        |
| 47029 -           | 1998 VO31              | 12 de novembre del 1998 | K. Korlević                      |
| 47030 -           | 1998 VG32              | 12 de novembre del 1998 | T. Stafford                      |
| 47031 -           | 1998 VX38              | 10 de novembre del 1998 | LINEAR                           |
| 47032 -           | 1998 VW52              | 13 de novembre del 1998 | LINEAR                           |
| 47033 -           | 1998 VW53              | 14 de novembre del 1998 | LINEAR                           |
| 47034 -           | 1998 VP54              | 14 de novembre del 1998 | LINEAR                           |
| 47035 -           | 1998 WS                | 17 de novembre del 1998 | LINEAR                           |
| 47036 -           | 1998 WP1               | 18 de novembre del 1998 | T. Kobayashi                     |
| 47037 -           | 1998 WM2               | 17 de novembre del 1998 | CSS                              |
| 47038 Majoni      | 1998 WQ2               | 17 de novembre del 1998 | V. Goretti                       |
| 47039 -           | 1998 WA3               | 19 de novembre del 1998 | ODAS                             |
| 47040 -           | 1998 WB3               | 19 de novembre del 1998 | ODAS                             |
| 47041 -           | 1998 WO3               | 19 de novembre del 1998 | T. Kobayashi                     |
| 47042 -           | 1998 WP3               | 19 de novembre del 1998 | T. Kobayashi                     |
| 47043 -           | 1998 WX3               | 18 de novembre del 1998 | LINEAR                           |
| 47044 -           | 1998 WS7               | 16 de novembre del 1998 | J. V. McClusky                   |
| 47045 -           | 1998 WK9               | 29 de novembre del 1998 | W. R. Cooney Jr.                 |
| 47046 -           | 1998 WM9               | 26 de novembre del 1998 | K. Korlević                      |
| 47047 -           | 1998 WX12              | 21 de novembre del 1998 | LINEAR                           |
| 47048 -           | 1998 WW18              | 21 de novembre del 1998 | LINEAR                           |
| 47049 -           | 1998 WT19              | 25 de novembre del 1998 | LINEAR                           |
| 47050 -           | 1998 WN20              | 18 de novembre del 1998 | LINEAR                           |
| 47051 -           | 1998 XZ                | 7 de desembre del 1998  | ODAS                             |
| 47052 -           | 1998 XE1               | 7 de desembre del 1998  | ODAS                             |
| 47053 -           | 1998 XH1               | 7 de desembre del 1998  | ODAS                             |
| 47054 -           | 1998 XX1               | 7 de desembre del 1998  | ODAS                             |
| 47055 -           | 1998 XH5               | 10 de desembre del 1998 | D. K. Chesney                    |
| 47056 -           | 1998 XP7               | 8 de desembre del 1998  | Spacewatch                       |
| 47057 -           | 1998 XM12              | 9 de desembre del 1998  | BAO Schmidt CCD Asteroid Program |
| 47058 -           | 1998 XC15              | 15 de desembre del 1998 | ODAS                             |
| 47059 -           | 1998 XX20              | 10 de desembre del 1998 | Spacewatch                       |
| 47060 -           | 1998 XX33              | 14 de desembre del 1998 | LINEAR                           |
| 47061 -           | 1998 XZ43              | 14 de desembre del 1998 | LINEAR                           |
| 47062 -           | 1998 XH52              | 14 de desembre del 1998 | LINEAR                           |
| 47063 -           | 1998 XX52              | 14 de desembre del 1998 | LINEAR                           |
| 47064 -           | 1998 XT53              | 14 de desembre del 1998 | LINEAR                           |
| 47065 -           | 1998 XC55              | 15 de desembre del 1998 | LINEAR                           |
| 47066 -           | 1998 XN57              | 15 de desembre del 1998 | LINEAR                           |
| 47067 -           | 1998 XB62              | 15 de desembre del 1998 | Spacewatch                       |
| 47068 -           | 1998 XJ62              | 9 de desembre del 1998  | LINEAR                           |
| 47069 -           | 1998 XC73              | 14 de desembre del 1998 | LINEAR                           |
| 47070 -           | 1998 XF77              | 15 de desembre del 1998 | R. G. Davis                      |
| 47071 -           | 1998 XO77              | 15 de desembre del 1998 | LINEAR                           |
| 47072 -           | 1998 XM79              | 15 de desembre del 1998 | LINEAR                           |
| 47073 -           | 1998 XP95              | 15 de desembre del 1998 | LINEAR                           |
| 47074 -           | 1998 XV95              | 15 de desembre del 1998 | LINEAR                           |
| 47075 -           | 1998 YB                | 16 de desembre del 1998 | K. Korlević                      |
| 47076 -           | 1998 YV                | 16 de desembre del 1998 | T. Kobayashi                     |
| 47077 Yuji        | 1998 YC1               | 16 de desembre del 1998 | A. Nakamura                      |
| 47078 -           | 1998 YS2               | 17 de desembre del 1998 | ODAS                             |
| 47079 -           | 1998 YA3               | 16 de desembre del 1998 | N. Kawasato                      |
| 47080 -           | 1998 YA7               | 22 de desembre del 1998 | K. Korlević                      |
| 47081 -           | 1998 YV9               | 25 de desembre del 1998 | K. Korlević, M. Jurić            |
| 47082 -           | 1998 YA15              | 22 de desembre del 1998 | Spacewatch                       |
| 47083 -           | 1998 YG22              | 29 de desembre del 1998 | Starkenburg                      |
| 47084 -           | 1999 AQ                | 4 de gener del 1999     | Farra d'Isonzo                   |
| 47085 -           | 1999 AW2               | 7 de gener del 1999     | Spacewatch                       |
| 47086 Shinseiko   | 1999 AO3               | 10 de gener del 1999    | A. Asami                         |
| 47087 -           | 1999 AY3               | 10 de gener del 1999    | T. Kobayashi                     |
| 47088 -           | 1999 AB7               | 9 de gener del 1999     | K. Korlević                      |
| 47089 -           | 1999 AC7               | 9 de gener del 1999     | K. Korlević                      |
| 47090 -           | 1999 AJ7               | 9 de gener del 1999     | K. Korlević                      |
| 47091 -           | 1999 AP9               | 10 de gener del 1999    | BAO Schmidt CCD Asteroid Program |
| 47092 -           | 1999 AB10              | 13 de gener del 1999    | K. Korlević                      |
| 47093 -           | 1999 AF21              | 10 de gener del 1999    | K. Korlević                      |
| 47094 -           | 1999 AW21              | 15 de gener del 1999    | K. Korlević                      |
| 47095 -           | 1999 AQ25              | 15 de gener del 1999    | ODAS                             |
| 47096 -           | 1999 AX25              | 15 de gener del 1999    | R. Pacheco, A. López             |
| 47097 -           | 1999 AE26              | 15 de gener del 1999    | Farra d'Isonzo                   |
| 47098 -           | 1999 AM28              | 13 de gener del 1999    | Spacewatch                       |
| 47099 -           | 1999 AO37              | 8 de gener del 1999     | LONEOS                           |
| 47100 -           | 1999 BB10              | 23 de gener del 1999    | K. Korlević                      |
| 47101-47200       |                        |                         |                                  |
| 47101 -           | 1999 BP12              | 24 de gener del 1999    | Črni Vrh                         |
| 47102 -           | 1999 BT12              | 20 de gener del 1999    | K. Korlević                      |
| 47103 -           | 1999 BQ28              | 17 de gener del 1999    | Spacewatch                       |
| 47104 -           | 1999 CD18              | 10 de febrer del 1999   | LINEAR                           |
| 47105 -           | 1999 CJ18              | 10 de febrer del 1999   | LINEAR                           |
| 47106 -           | 1999 CU20              | 10 de febrer del 1999   | LINEAR                           |
| 47107 -           | 1999 CB22              | 10 de febrer del 1999   | LINEAR                           |
| 47108 -           | 1999 CM37              | 10 de febrer del 1999   | LINEAR                           |
| 47109 -           | 1999 CQ37              | 10 de febrer del 1999   | LINEAR                           |
| 47110 -           | 1999 CK44              | 10 de febrer del 1999   | LINEAR                           |
| 47111 -           | 1999 CP48              | 10 de febrer del 1999   | LINEAR                           |
| 47112 -           | 1999 CZ54              | 10 de febrer del 1999   | LINEAR                           |
| 47113 -           | 1999 CD57              | 10 de febrer del 1999   | LINEAR                           |
| 47114 -           | 1999 CP61              | 12 de febrer del 1999   | LINEAR                           |
| 47115 -           | 1999 CH62              | 12 de febrer del 1999   | LINEAR                           |
| 47116 -           | 1999 CL64              | 12 de febrer del 1999   | LINEAR                           |
| 47117 -           | 1999 CE72              | 12 de febrer del 1999   | LINEAR                           |
| 47118 -           | 1999 CP72              | 12 de febrer del 1999   | LINEAR                           |
| 47119 -           | 1999 CM81              | 12 de febrer del 1999   | LINEAR                           |
| 47120 -           | 1999 CP84              | 10 de febrer del 1999   | LINEAR                           |
| 47121 -           | 1999 CG85              | 10 de febrer del 1999   | LINEAR                           |
| 47122 -           | 1999 CZ88              | 10 de febrer del 1999   | LINEAR                           |
| 47123 -           | 1999 CS91              | 10 de febrer del 1999   | LINEAR                           |
| 47124 -           | 1999 CS99              | 10 de febrer del 1999   | LINEAR                           |
| 47125 -           | 1999 CM100             | 10 de febrer del 1999   | LINEAR                           |
| 47126 -           | 1999 CH101             | 10 de febrer del 1999   | LINEAR                           |
| 47127 -           | 1999 CJ103             | 12 de febrer del 1999   | LINEAR                           |
| 47128 -           | 1999 CZ115             | 12 de febrer del 1999   | LINEAR                           |
| 47129 -           | 1999 CR118             | 9 de febrer del 1999    | BAO Schmidt CCD Asteroid Program |
| 47130 -           | 1999 CT127             | 11 de febrer del 1999   | LINEAR                           |
| 47131 -           | 1999 CA133             | 7 de febrer del 1999    | Spacewatch                       |
| 47132 -           | 1999 CD154             | 14 de febrer del 1999   | LONEOS                           |
| 47133 -           | 1999 DH5               | 17 de febrer del 1999   | LINEAR                           |
| 47134 -           | 1999 DB6               | 17 de febrer del 1999   | LINEAR                           |
| 47135 -           | 1999 EX2               | 8 de març del 1999      | D. K. Chesney                    |
| 47136 -           | 1999 EA3               | 12 de març del 1999     | D. K. Chesney                    |
| 47137 -           | 1999 FJ22              | 19 de març del 1999     | LINEAR                           |
| 47138 -           | 1999 FS35              | 20 de març del 1999     | LINEAR                           |
| 47139 -           | 1999 GN9               | 11 d'abril del 1999     | LONEOS                           |
| 47140 -           | 1999 GL37              | 12 d'abril del 1999     | LINEAR                           |
| 47141 -           | 1999 HB3               | 24 d'abril del 1999     | J. Broughton                     |
| 47142 -           | 1999 LQ2               | 8 de juny del 1999      | LINEAR                           |
| 47143 -           | 1999 LL31              | 12 de juny del 1999     | LINEAR                           |
| 47144 Faulkes     | 1999 PY                | 7 d'agost del 1999      | J. Tichá, M. Tichý               |
| 47145 -           | 1999 RN11              | 7 de setembre del 1999  | LINEAR                           |
| 47146 -           | 1999 RZ18              | 7 de setembre del 1999  | LINEAR                           |
| 47147 -           | 1999 RC24              | 7 de setembre del 1999  | LINEAR                           |
| 47148 -           | 1999 RN25              | 7 de setembre del 1999  | LINEAR                           |
| 47149 -           | 1999 RX34              | 11 de setembre del 1999 | K. Korlević                      |
| 47150 -           | 1999 RN35              | 11 de setembre del 1999 | K. Korlević                      |
| 47151 -           | 1999 RV88              | 7 de setembre del 1999  | LINEAR                           |
| 47152 -           | 1999 RB92              | 7 de setembre del 1999  | LINEAR                           |
| 47153 -           | 1999 RD132             | 9 de setembre del 1999  | LINEAR                           |
| 47154 -           | 1999 RE141             | 9 de setembre del 1999  | LINEAR                           |
| 47155 -           | 1999 RB159             | 9 de setembre del 1999  | LINEAR                           |
| 47156 -           | 1999 RE160             | 9 de setembre del 1999  | LINEAR                           |
| 47157 -           | 1999 RG188             | 9 de setembre del 1999  | LINEAR                           |
| 47158 -           | 1999 RR247             | 5 de setembre del 1999  | LONEOS                           |
| 47159 -           | 1999 SJ                | 16 de setembre del 1999 | K. Korlević                      |
| 47160 -           | 1999 SU17              | 30 de setembre del 1999 | LINEAR                           |
| 47161 -           | 1999 TH1               | 1 d'octubre del 1999    | K. Korlević                      |
| 47162 Chicomendez | 1999 TH6               | 2 d'octubre del 1999    | M. M. M. Santangelo              |
| 47163 -           | 1999 TP11              | 8 d'octubre del 1999    | Kleť                             |
| 47164 Ticino      | 1999 TX13              | 10 d'octubre del 1999   | S. Sposetti                      |
| 47165 -           | 1999 TM14              | 11 d'octubre del 1999   | K. Korlević, M. Jurić            |
| 47166 -           | 1999 TT18              | 15 d'octubre del 1999   | P. G. Comba                      |
| 47167 -           | 1999 TP27              | 3 d'octubre del 1999    | LINEAR                           |
| 47168 -           | 1999 TE30              | 4 d'octubre del 1999    | LINEAR                           |
| 47169 -           | 1999 TH32              | 4 d'octubre del 1999    | LINEAR                           |
| 47170 -           | 1999 TE33              | 4 d'octubre del 1999    | LINEAR                           |
| 47171 -           | 1999 TC36              | 1 d'octubre del 1999    | E. P. Rubenstein, L.-G. Strolger |
| 47172 -           | 1999 TM48              | 4 d'octubre del 1999    | Spacewatch                       |
| 47173 -           | 1999 TJ49              | 4 d'octubre del 1999    | Spacewatch                       |
| 47174 -           | 1999 TC95              | 2 d'octubre del 1999    | LINEAR                           |
| 47175 -           | 1999 TP98              | 2 d'octubre del 1999    | LINEAR                           |
| 47176 -           | 1999 TK105             | 3 d'octubre del 1999    | LINEAR                           |
| 47177 -           | 1999 TU112             | 4 d'octubre del 1999    | LINEAR                           |
| 47178 -           | 1999 TK113             | 4 d'octubre del 1999    | LINEAR                           |
| 47179 -           | 1999 TM117             | 4 d'octubre del 1999    | LINEAR                           |
| 47180 -           | 1999 TV119             | 4 d'octubre del 1999    | LINEAR                           |
| 47181 -           | 1999 TB123             | 4 d'octubre del 1999    | LINEAR                           |
| 47182 -           | 1999 TL124             | 4 d'octubre del 1999    | LINEAR                           |
| 47183 -           | 1999 TC127             | 4 d'octubre del 1999    | LINEAR                           |
| 47184 -           | 1999 TX127             | 4 d'octubre del 1999    | LINEAR                           |
| 47185 -           | 1999 TC146             | 7 d'octubre del 1999    | LINEAR                           |
| 47186 -           | 1999 TC147             | 7 d'octubre del 1999    | LINEAR                           |
| 47187 -           | 1999 TL154             | 7 d'octubre del 1999    | LINEAR                           |
| 47188 -           | 1999 TU155             | 7 d'octubre del 1999    | LINEAR                           |
| 47189 -           | 1999 TT166             | 10 d'octubre del 1999   | LINEAR                           |
| 47190 -           | 1999 TA171             | 10 d'octubre del 1999   | LINEAR                           |
| 47191 -           | 1999 TK172             | 10 d'octubre del 1999   | LINEAR                           |
| 47192 -           | 1999 TT176             | 10 d'octubre del 1999   | LINEAR                           |
| 47193 -           | 1999 TJ178             | 10 d'octubre del 1999   | LINEAR                           |
| 47194 -           | 1999 TK178             | 10 d'octubre del 1999   | LINEAR                           |
| 47195 -           | 1999 TG179             | 10 d'octubre del 1999   | LINEAR                           |
| 47196 -           | 1999 TZ180             | 10 d'octubre del 1999   | LINEAR                           |
| 47197 -           | 1999 TZ193             | 12 d'octubre del 1999   | LINEAR                           |
| 47198 -           | 1999 TL199             | 12 d'octubre del 1999   | LINEAR                           |
| 47199 -           | 1999 TY204             | 13 d'octubre del 1999   | LINEAR                           |
| 47200 -           | 1999 TB205             | 13 d'octubre del 1999   | LINEAR                           |
| 47201-47300       |                        |                         |                                  |
| 47201 -           | 1999 TJ205             | 13 d'octubre del 1999   | LINEAR                           |
| 47202 -           | 1999 TD212             | 15 d'octubre del 1999   | LINEAR                           |
| 47203 -           | 1999 TM219             | 1 d'octubre del 1999    | CSS                              |
| 47204 -           | 1999 TO221             | 2 d'octubre del 1999    | LINEAR                           |
| 47205 -           | 1999 TQ234             | 3 d'octubre del 1999    | CSS                              |
| 47206 -           | 1999 TU243             | 6 d'octubre del 1999    | LINEAR                           |
| 47207 -           | 1999 TB248             | 8 d'octubre del 1999    | CSS                              |
| 47208 -           | 1999 TL253             | 13 d'octubre del 1999   | LINEAR                           |
| 47209 -           | 1999 TM257             | 9 d'octubre del 1999    | LINEAR                           |
| 47210 -           | 1999 TB273             | 3 d'octubre del 1999    | LINEAR                           |
| 47211 -           | 1999 TX290             | 10 d'octubre del 1999   | LINEAR                           |
| 47212 -           | 1999 TN291             | 10 d'octubre del 1999   | LINEAR                           |
| 47213 -           | 1999 TC293             | 12 d'octubre del 1999   | LINEAR                           |
| 47214 -           | 1999 TD293             | 12 d'octubre del 1999   | LINEAR                           |
| 47215 -           | 1999 TZ319             | 10 d'octubre del 1999   | LINEAR                           |
| 47216 -           | 1999 UX7               | 29 d'octubre del 1999   | CSS                              |
| 47217 -           | 1999 UF18              | 30 d'octubre del 1999   | Spacewatch                       |
| 47218 -           | 1999 UN37              | 16 d'octubre del 1999   | Spacewatch                       |
| 47219 -           | 1999 UU41              | 18 d'octubre del 1999   | LONEOS                           |
| 47220 -           | 1999 UJ46              | 31 d'octubre del 1999   | CSS                              |
| 47221 -           | 1999 VM4               | 1 de novembre del 1999  | CSS                              |
| 47222 -           | 1999 VR8               | 8 de novembre del 1999  | T. Kagawa                        |
| 47223 -           | 1999 VW10              | 9 de novembre del 1999  | T. Kobayashi                     |
| 47224 -           | 1999 VG11              | 8 de novembre del 1999  | K. Korlević                      |
| 47225 -           | 1999 VJ12              | 9 de novembre del 1999  | CSS                              |
| 47226 -           | 1999 VE19              | 8 de novembre del 1999  | K. Korlević                      |
| 47227 -           | 1999 VS24              | 13 de novembre del 1999 | T. Kobayashi                     |
| 47228 -           | 1999 VP26              | 3 de novembre del 1999  | LINEAR                           |
| 47229 -           | 1999 VT27              | 3 de novembre del 1999  | CSS                              |
| 47230 -           | 1999 VT28              | 3 de novembre del 1999  | LINEAR                           |
| 47231 -           | 1999 VJ35              | 3 de novembre del 1999  | LINEAR                           |
| 47232 -           | 1999 VQ36              | 3 de novembre del 1999  | LINEAR                           |
| 47233 -           | 1999 VR38              | 10 de novembre del 1999 | LINEAR                           |
| 47234 -           | 1999 VP43              | 1 de novembre del 1999  | CSS                              |
| 47235 -           | 1999 VX43              | 1 de novembre del 1999  | CSS                              |
| 47236 -           | 1999 VU48              | 3 de novembre del 1999  | LINEAR                           |
| 47237 -           | 1999 VP49              | 3 de novembre del 1999  | LINEAR                           |
| 47238 -           | 1999 VB50              | 3 de novembre del 1999  | LINEAR                           |
| 47239 -           | 1999 VN50              | 3 de novembre del 1999  | LINEAR                           |
| 47240 -           | 1999 VR50              | 3 de novembre del 1999  | LINEAR                           |
| 47241 -           | 1999 VS50              | 3 de novembre del 1999  | LINEAR                           |
| 47242 -           | 1999 VY50              | 3 de novembre del 1999  | LINEAR                           |
| 47243 -           | 1999 VY51              | 3 de novembre del 1999  | LINEAR                           |
| 47244 -           | 1999 VA53              | 3 de novembre del 1999  | LINEAR                           |
| 47245 -           | 1999 VX53              | 4 de novembre del 1999  | LINEAR                           |
| 47246 -           | 1999 VN54              | 4 de novembre del 1999  | LINEAR                           |
| 47247 -           | 1999 VQ56              | 4 de novembre del 1999  | LINEAR                           |
| 47248 -           | 1999 VK57              | 4 de novembre del 1999  | LINEAR                           |
| 47249 -           | 1999 VY57              | 4 de novembre del 1999  | LINEAR                           |
| 47250 -           | 1999 VW58              | 4 de novembre del 1999  | LINEAR                           |
| 47251 -           | 1999 VS60              | 4 de novembre del 1999  | LINEAR                           |
| 47252 -           | 1999 VJ65              | 4 de novembre del 1999  | LINEAR                           |
| 47253 -           | 1999 VN65              | 4 de novembre del 1999  | LINEAR                           |
| 47254 -           | 1999 VO67              | 4 de novembre del 1999  | LINEAR                           |
| 47255 -           | 1999 VA70              | 4 de novembre del 1999  | LINEAR                           |
| 47256 -           | 1999 VA72              | 11 de novembre del 1999 | BAO Schmidt CCD Asteroid Program |
| 47257 -           | 1999 VA79              | 4 de novembre del 1999  | LINEAR                           |
| 47258 -           | 1999 VS80              | 4 de novembre del 1999  | LINEAR                           |
| 47259 -           | 1999 VJ81              | 4 de novembre del 1999  | LINEAR                           |
| 47260 -           | 1999 VR88              | 4 de novembre del 1999  | LINEAR                           |
| 47261 -           | 1999 VH90              | 5 de novembre del 1999  | LINEAR                           |
| 47262 -           | 1999 VF91              | 5 de novembre del 1999  | LINEAR                           |
| 47263 -           | 1999 VJ92              | 9 de novembre del 1999  | LINEAR                           |
| 47264 -           | 1999 VV93              | 9 de novembre del 1999  | LINEAR                           |
| 47265 -           | 1999 VT97              | 9 de novembre del 1999  | LINEAR                           |
| 47266 -           | 1999 VY98              | 9 de novembre del 1999  | LINEAR                           |
| 47267 -           | 1999 VU112             | 9 de novembre del 1999  | LINEAR                           |
| 47268 -           | 1999 VJ119             | 3 de novembre del 1999  | Spacewatch                       |
| 47269 -           | 1999 VH135             | 13 de novembre del 1999 | LONEOS                           |
| 47270 -           | 1999 VE138             | 12 de novembre del 1999 | LINEAR                           |
| 47271 -           | 1999 VY143             | 11 de novembre del 1999 | CSS                              |
| 47272 -           | 1999 VF144             | 11 de novembre del 1999 | CSS                              |
| 47273 -           | 1999 VE145             | 13 de novembre del 1999 | CSS                              |
| 47274 -           | 1999 VJ147             | 12 de novembre del 1999 | LINEAR                           |
| 47275 -           | 1999 VZ147             | 14 de novembre del 1999 | LINEAR                           |
| 47276 -           | 1999 VN151             | 14 de novembre del 1999 | LINEAR                           |
| 47277 -           | 1999 VL154             | 12 de novembre del 1999 | Spacewatch                       |
| 47278 -           | 1999 VU157             | 14 de novembre del 1999 | LINEAR                           |
| 47279 -           | 1999 VS160             | 14 de novembre del 1999 | LINEAR                           |
| 47280 -           | 1999 VJ161             | 14 de novembre del 1999 | LINEAR                           |
| 47281 -           | 1999 VS162             | 14 de novembre del 1999 | LINEAR                           |
| 47282 -           | 1999 VG167             | 14 de novembre del 1999 | LINEAR                           |
| 47283 -           | 1999 VF173             | 15 de novembre del 1999 | LINEAR                           |
| 47284 -           | 1999 VO173             | 15 de novembre del 1999 | LINEAR                           |
| 47285 -           | 1999 VU173             | 15 de novembre del 1999 | LINEAR                           |
| 47286 -           | 1999 VH176             | 4 de novembre del 1999  | LINEAR                           |
| 47287 -           | 1999 VR177             | 6 de novembre del 1999  | LINEAR                           |
| 47288 -           | 1999 VQ178             | 6 de novembre del 1999  | LINEAR                           |
| 47289 -           | 1999 VD188             | 15 de novembre del 1999 | LINEAR                           |
| 47290 -           | 1999 VS188             | 15 de novembre del 1999 | LINEAR                           |
| 47291 -           | 1999 VG195             | 3 de novembre del 1999  | CSS                              |
| 47292 -           | 1999 VO203             | 8 de novembre del 1999  | LONEOS                           |
| 47293 Masamitsu   | 1999 WO                | 16 de novembre del 1999 | A. Nakamura                      |
| 47294 Blanský les | 1999 WM1               | 28 de novembre del 1999 | J. Tichá, M. Tichý               |
| 47295 -           | 1999 WV1               | 25 de novembre del 1999 | K. Korlević                      |
| 47296 -           | 1999 WD2               | 20 de novembre del 1999 | Farra d'Isonzo                   |
| 47297 -           | 1999 WN2               | 26 de novembre del 1999 | K. Korlević                      |
| 47298 -           | 1999 WX2               | 27 de novembre del 1999 | K. Korlević                      |
| 47299 -           | 1999 WJ3               | 28 de novembre del 1999 | T. Kobayashi                     |
| 47300 -           | 1999 WN4               | 28 de novembre del 1999 | T. Kobayashi                     |
| 47301-47400       |                        |                         |                                  |
| 47301 -           | 1999 WA6               | 28 de novembre del 1999 | K. Korlević                      |
| 47302 -           | 1999 WG6               | 28 de novembre del 1999 | K. Korlević                      |
| 47303 -           | 1999 WU7               | 29 de novembre del 1999 | K. Korlević                      |
| 47304 -           | 1999 WH8               | 28 de novembre del 1999 | T. Kobayashi                     |
| 47305 -           | 1999 WL24              | 28 de novembre del 1999 | Spacewatch                       |
| 47306 -           | 1999 XB4               | 4 de desembre del 1999  | CSS                              |
| 47307 -           | 1999 XR4               | 4 de desembre del 1999  | CSS                              |
| 47308 -           | 1999 XP5               | 4 de desembre del 1999  | CSS                              |
| 47309 -           | 1999 XV6               | 4 de desembre del 1999  | CSS                              |
| 47310 -           | 1999 XG7               | 4 de desembre del 1999  | CSS                              |
| 47311 -           | 1999 XN7               | 4 de desembre del 1999  | C. W. Juels                      |
| 47312 -           | 1999 XG8               | 3 de desembre del 1999  | T. Kobayashi                     |
| 47313 -           | 1999 XH11              | 5 de desembre del 1999  | CSS                              |
| 47314 -           | 1999 XK11              | 5 de desembre del 1999  | CSS                              |
| 47315 -           | 1999 XW11              | 6 de desembre del 1999  | CSS                              |
| 47316 -           | 1999 XM12              | 5 de desembre del 1999  | LINEAR                           |
| 47317 -           | 1999 XL13              | 5 de desembre del 1999  | LINEAR                           |
| 47318 -           | 1999 XO13              | 5 de desembre del 1999  | LINEAR                           |
| 47319 -           | 1999 XF14              | 5 de desembre del 1999  | LINEAR                           |
| 47320 -           | 1999 XA15              | 6 de desembre del 1999  | LINEAR                           |
| 47321 -           | 1999 XS19              | 5 de desembre del 1999  | LINEAR                           |
| 47322 -           | 1999 XS21              | 5 de desembre del 1999  | LINEAR                           |
| 47323 -           | 1999 XD22              | 5 de desembre del 1999  | LINEAR                           |
| 47324 -           | 1999 XN22              | 6 de desembre del 1999  | LINEAR                           |
| 47325 -           | 1999 XQ23              | 6 de desembre del 1999  | LINEAR                           |
| 47326 -           | 1999 XP25              | 6 de desembre del 1999  | LINEAR                           |
| 47327 -           | 1999 XZ25              | 6 de desembre del 1999  | LINEAR                           |
| 47328 -           | 1999 XZ27              | 6 de desembre del 1999  | LINEAR                           |
| 47329 -           | 1999 XF30              | 6 de desembre del 1999  | LINEAR                           |
| 47330 -           | 1999 XQ31              | 6 de desembre del 1999  | LINEAR                           |
| 47331 -           | 1999 XB32              | 6 de desembre del 1999  | LINEAR                           |
| 47332 -           | 1999 XC32              | 6 de desembre del 1999  | LINEAR                           |
| 47333 -           | 1999 XU32              | 6 de desembre del 1999  | LINEAR                           |
| 47334 -           | 1999 XX32              | 6 de desembre del 1999  | LINEAR                           |
| 47335 -           | 1999 XB33              | 6 de desembre del 1999  | LINEAR                           |
| 47336 -           | 1999 XT34              | 6 de desembre del 1999  | LINEAR                           |
| 47337 -           | 1999 XB36              | 6 de desembre del 1999  | T. Kobayashi                     |
| 47338 -           | 1999 XG36              | 6 de desembre del 1999  | T. Kobayashi                     |
| 47339 -           | 1999 XH38              | 3 de desembre del 1999  | N. Kawasato                      |
| 47340 -           | 1999 XK39              | 6 de desembre del 1999  | LINEAR                           |
| 47341 -           | 1999 XX41              | 7 de desembre del 1999  | LINEAR                           |
| 47342 -           | 1999 XL43              | 7 de desembre del 1999  | LINEAR                           |
| 47343 -           | 1999 XL45              | 7 de desembre del 1999  | LINEAR                           |
| 47344 -           | 1999 XM45              | 7 de desembre del 1999  | LINEAR                           |
| 47345 -           | 1999 XZ47              | 7 de desembre del 1999  | LINEAR                           |
| 47346 -           | 1999 XJ48              | 7 de desembre del 1999  | LINEAR                           |
| 47347 -           | 1999 XU49              | 7 de desembre del 1999  | LINEAR                           |
| 47348 -           | 1999 XJ50              | 7 de desembre del 1999  | LINEAR                           |
| 47349 -           | 1999 XD52              | 7 de desembre del 1999  | LINEAR                           |
| 47350 -           | 1999 XR52              | 7 de desembre del 1999  | LINEAR                           |
| 47351 -           | 1999 XO57              | 7 de desembre del 1999  | LINEAR                           |
| 47352 -           | 1999 XE58              | 7 de desembre del 1999  | LINEAR                           |
| 47353 -           | 1999 XB59              | 7 de desembre del 1999  | LINEAR                           |
| 47354 -           | 1999 XU59              | 7 de desembre del 1999  | LINEAR                           |
| 47355 -           | 1999 XG64              | 7 de desembre del 1999  | LINEAR                           |
| 47356 -           | 1999 XJ64              | 7 de desembre del 1999  | LINEAR                           |
| 47357 -           | 1999 XK64              | 7 de desembre del 1999  | LINEAR                           |
| 47358 -           | 1999 XX66              | 7 de desembre del 1999  | LINEAR                           |
| 47359 -           | 1999 XJ69              | 7 de desembre del 1999  | LINEAR                           |
| 47360 -           | 1999 XN70              | 7 de desembre del 1999  | LINEAR                           |
| 47361 -           | 1999 XL74              | 7 de desembre del 1999  | LINEAR                           |
| 47362 -           | 1999 XG75              | 7 de desembre del 1999  | LINEAR                           |
| 47363 -           | 1999 XX75              | 7 de desembre del 1999  | LINEAR                           |
| 47364 -           | 1999 XH78              | 7 de desembre del 1999  | LINEAR                           |
| 47365 -           | 1999 XY82              | 7 de desembre del 1999  | LINEAR                           |
| 47366 -           | 1999 XO86              | 7 de desembre del 1999  | LINEAR                           |
| 47367 -           | 1999 XB87              | 7 de desembre del 1999  | LINEAR                           |
| 47368 -           | 1999 XZ87              | 7 de desembre del 1999  | LINEAR                           |
| 47369 -           | 1999 XA88              | 7 de desembre del 1999  | LINEAR                           |
| 47370 -           | 1999 XL88              | 7 de desembre del 1999  | LINEAR                           |
| 47371 -           | 1999 XJ90              | 7 de desembre del 1999  | LINEAR                           |
| 47372 -           | 1999 XW90              | 7 de desembre del 1999  | LINEAR                           |
| 47373 -           | 1999 XT91              | 7 de desembre del 1999  | LINEAR                           |
| 47374 -           | 1999 XX91              | 7 de desembre del 1999  | LINEAR                           |
| 47375 -           | 1999 XT94              | 7 de desembre del 1999  | LINEAR                           |
| 47376 -           | 1999 XW94              | 7 de desembre del 1999  | LINEAR                           |
| 47377 -           | 1999 XY94              | 7 de desembre del 1999  | LINEAR                           |
| 47378 -           | 1999 XN96              | 7 de desembre del 1999  | LINEAR                           |
| 47379 -           | 1999 XB97              | 7 de desembre del 1999  | LINEAR                           |
| 47380 -           | 1999 XC98              | 7 de desembre del 1999  | LINEAR                           |
| 47381 -           | 1999 XQ98              | 7 de desembre del 1999  | LINEAR                           |
| 47382 -           | 1999 XX98              | 7 de desembre del 1999  | LINEAR                           |
| 47383 -           | 1999 XG99              | 7 de desembre del 1999  | LINEAR                           |
| 47384 -           | 1999 XX99              | 7 de desembre del 1999  | LINEAR                           |
| 47385 -           | 1999 XA101             | 7 de desembre del 1999  | LINEAR                           |
| 47386 -           | 1999 XX101             | 7 de desembre del 1999  | LINEAR                           |
| 47387 -           | 1999 XF103             | 7 de desembre del 1999  | LINEAR                           |
| 47388 -           | 1999 XY103             | 9 de desembre del 1999  | LINEAR                           |
| 47389 -           | 1999 XK106             | 4 de desembre del 1999  | CSS                              |
| 47390 -           | 1999 XA107             | 4 de desembre del 1999  | CSS                              |
| 47391 -           | 1999 XL108             | 4 de desembre del 1999  | CSS                              |
| 47392 -           | 1999 XT109             | 4 de desembre del 1999  | CSS                              |
| 47393 -           | 1999 XX109             | 4 de desembre del 1999  | CSS                              |
| 47394 -           | 1999 XE110             | 4 de desembre del 1999  | CSS                              |
| 47395 -           | 1999 XM111             | 8 de desembre del 1999  | CSS                              |
| 47396 -           | 1999 XB115             | 11 de desembre del 1999 | LINEAR                           |
| 47397 -           | 1999 XS115             | 5 de desembre del 1999  | CSS                              |
| 47398 -           | 1999 XC116             | 5 de desembre del 1999  | CSS                              |
| 47399 -           | 1999 XK116             | 5 de desembre del 1999  | CSS                              |
| 47400 -           | 1999 XV116             | 5 de desembre del 1999  | CSS                              |
| 47401-47500       |                        |                         |                                  |
| 47401 -           | 1999 XG120             | 5 de desembre del 1999  | CSS                              |
| 47402 -           | 1999 XQ120             | 5 de desembre del 1999  | CSS                              |
| 47403 -           | 1999 XS121             | 5 de desembre del 1999  | CSS                              |
| 47404 -           | 1999 XU122             | 7 de desembre del 1999  | CSS                              |
| 47405 -           | 1999 XC125             | 7 de desembre del 1999  | CSS                              |
| 47406 -           | 1999 XV126             | 7 de desembre del 1999  | CSS                              |
| 47407 -           | 1999 XC129             | 12 de desembre del 1999 | LINEAR                           |
| 47408 -           | 1999 XH130             | 12 de desembre del 1999 | LINEAR                           |
| 47409 -           | 1999 XS132             | 12 de desembre del 1999 | LINEAR                           |
| 47410 -           | 1999 XE135             | 6 de desembre del 1999  | LINEAR                           |
| 47411 -           | 1999 XZ136             | 14 de desembre del 1999 | C. W. Juels                      |
| 47412 -           | 1999 XD140             | 2 de desembre del 1999  | Spacewatch                       |
| 47413 -           | 1999 XR144             | 15 de desembre del 1999 | T. Urata                         |
| 47414 -           | 1999 XN147             | 7 de desembre del 1999  | Spacewatch                       |
| 47415 -           | 1999 XD154             | 8 de desembre del 1999  | LINEAR                           |
| 47416 -           | 1999 XE160             | 8 de desembre del 1999  | LINEAR                           |
| 47417 -           | 1999 XL160             | 8 de desembre del 1999  | LINEAR                           |
| 47418 -           | 1999 XB165             | 8 de desembre del 1999  | LINEAR                           |
| 47419 -           | 1999 XT165             | 8 de desembre del 1999  | LINEAR                           |
| 47420 -           | 1999 XB166             | 10 de desembre del 1999 | LINEAR                           |
| 47421 -           | 1999 XN166             | 10 de desembre del 1999 | LINEAR                           |
| 47422 -           | 1999 XK168             | 10 de desembre del 1999 | LINEAR                           |
| 47423 -           | 1999 XR168             | 10 de desembre del 1999 | LINEAR                           |
| 47424 -           | 1999 XE169             | 10 de desembre del 1999 | LINEAR                           |
| 47425 -           | 1999 XW169             | 10 de desembre del 1999 | LINEAR                           |
| 47426 -           | 1999 XZ169             | 10 de desembre del 1999 | LINEAR                           |
| 47427 -           | 1999 XA172             | 10 de desembre del 1999 | LINEAR                           |
| 47428 -           | 1999 XK172             | 10 de desembre del 1999 | LINEAR                           |
| 47429 -           | 1999 XN172             | 10 de desembre del 1999 | LINEAR                           |
| 47430 -           | 1999 XK173             | 10 de desembre del 1999 | LINEAR                           |
| 47431 -           | 1999 XZ173             | 10 de desembre del 1999 | LINEAR                           |
| 47432 -           | 1999 XT175             | 10 de desembre del 1999 | LINEAR                           |
| 47433 -           | 1999 XB176             | 10 de desembre del 1999 | LINEAR                           |
| 47434 -           | 1999 XD176             | 10 de desembre del 1999 | LINEAR                           |
| 47435 -           | 1999 XK176             | 10 de desembre del 1999 | LINEAR                           |
| 47436 -           | 1999 XM176             | 10 de desembre del 1999 | LINEAR                           |
| 47437 -           | 1999 XR176             | 10 de desembre del 1999 | LINEAR                           |
| 47438 -           | 1999 XD177             | 10 de desembre del 1999 | LINEAR                           |
| 47439 -           | 1999 XB178             | 10 de desembre del 1999 | LINEAR                           |
| 47440 -           | 1999 XV181             | 12 de desembre del 1999 | LINEAR                           |
| 47441 -           | 1999 XS192             | 12 de desembre del 1999 | LINEAR                           |
| 47442 -           | 1999 XG193             | 12 de desembre del 1999 | LINEAR                           |
| 47443 -           | 1999 XE196             | 12 de desembre del 1999 | LINEAR                           |
| 47444 -           | 1999 XA205             | 12 de desembre del 1999 | LINEAR                           |
| 47445 -           | 1999 XQ206             | 12 de desembre del 1999 | LINEAR                           |
| 47446 -           | 1999 XM211             | 13 de desembre del 1999 | LINEAR                           |
| 47447 -           | 1999 XW213             | 14 de desembre del 1999 | LINEAR                           |
| 47448 -           | 1999 XN214             | 14 de desembre del 1999 | LINEAR                           |
| 47449 -           | 1999 XM215             | 14 de desembre del 1999 | LINEAR                           |
| 47450 -           | 1999 XD218             | 13 de desembre del 1999 | Spacewatch                       |
| 47451 -           | 1999 XR221             | 15 de desembre del 1999 | LINEAR                           |
| 47452 -           | 1999 XY221             | 15 de desembre del 1999 | LINEAR                           |
| 47453 -           | 1999 XB222             | 15 de desembre del 1999 | LINEAR                           |
| 47454 -           | 1999 XL222             | 15 de desembre del 1999 | LINEAR                           |
| 47455 -           | 1999 XK227             | 15 de desembre del 1999 | Spacewatch                       |
| 47456 -           | 1999 XZ231             | 9 de desembre del 1999  | CSS                              |
| 47457 -           | 1999 XF234             | 4 de desembre del 1999  | LONEOS                           |
| 47458 -           | 1999 XR238             | 4 de desembre del 1999  | CSS                              |
| 47459 -           | 1999 XO241             | 13 de desembre del 1999 | LONEOS                           |
| 47460 -           | 1999 XQ241             | 13 de desembre del 1999 | LONEOS                           |
| 47461 -           | 1999 XG242             | 13 de desembre del 1999 | LONEOS                           |
| 47462 -           | 1999 XG256             | 7 de desembre del 1999  | CSS                              |
| 47463 -           | 1999 XE258             | 8 de desembre del 1999  | CSS                              |
| 47464 -           | 1999 YM3               | 18 de desembre del 1999 | LINEAR                           |
| 47465 -           | 1999 YZ4               | 28 de desembre del 1999 | P. G. Comba                      |
| 47466 -           | 1999 YJ9               | 31 de desembre del 1999 | R. A. Tucker                     |
| 47467 -           | 1999 YF13              | 30 de desembre del 1999 | LONEOS                           |
| 47468 -           | 1999 YS13              | 30 de desembre del 1999 | K. Korlević                      |
| 47469 -           | 1999 YT20              | 30 de desembre del 1999 | C. Veillet                       |
| 47470 -           | 2000 AF                | 2 de gener del 2000     | C. W. Juels                      |
| 47471 -           | 2000 AM                | 2 de gener del 2000     | C. W. Juels                      |
| 47472 -           | 2000 AN2               | 3 de gener del 2000     | T. Kobayashi                     |
| 47473 -           | 2000 AU2               | 1 de gener del 2000     | M. Tombelli, A. Boattini         |
| 47474 -           | 2000 AH5               | 3 de gener del 2000     | Olathe                           |
| 47475 -           | 2000 AR7               | 2 de gener del 2000     | LINEAR                           |
| 47476 -           | 2000 AJ8               | 2 de gener del 2000     | LINEAR                           |
| 47477 -           | 2000 AV9               | 2 de gener del 2000     | LINEAR                           |
| 47478 -           | 2000 AW10              | 3 de gener del 2000     | LINEAR                           |
| 47479 -           | 2000 AH11              | 3 de gener del 2000     | LINEAR                           |
| 47480 -           | 2000 AE12              | 3 de gener del 2000     | LINEAR                           |
| 47481 -           | 2000 AR12              | 3 de gener del 2000     | LINEAR                           |
| 47482 -           | 2000 AT13              | 3 de gener del 2000     | LINEAR                           |
| 47483 -           | 2000 AJ17              | 3 de gener del 2000     | LINEAR                           |
| 47484 -           | 2000 AC18              | 3 de gener del 2000     | LINEAR                           |
| 47485 -           | 2000 AO22              | 3 de gener del 2000     | LINEAR                           |
| 47486 -           | 2000 AG25              | 3 de gener del 2000     | LINEAR                           |
| 47487 -           | 2000 AK30              | 3 de gener del 2000     | LINEAR                           |
| 47488 -           | 2000 AZ32              | 3 de gener del 2000     | LINEAR                           |
| 47489 -           | 2000 AY35              | 3 de gener del 2000     | LINEAR                           |
| 47490 -           | 2000 AE37              | 3 de gener del 2000     | LINEAR                           |
| 47491 -           | 2000 AE39              | 3 de gener del 2000     | LINEAR                           |
| 47492 -           | 2000 AC41              | 3 de gener del 2000     | LINEAR                           |
| 47493 -           | 2000 AV41              | 3 de gener del 2000     | LINEAR                           |
| 47494 -           | 2000 AH42              | 4 de gener del 2000     | S. Sposetti                      |
| 47495 -           | 2000 AD43              | 5 de gener del 2000     | LINEAR                           |
| 47496 -           | 2000 AU43              | 2 de gener del 2000     | Spacewatch                       |
| 47497 -           | 2000 AE44              | 2 de gener del 2000     | Spacewatch                       |
| 47498 -           | 2000 AK45              | 3 de gener del 2000     | LINEAR                           |
| 47499 -           | 2000 AH50              | 5 de gener del 2000     | K. Korlević                      |
| 47500 -           | 2000 AX50              | 7 de gener del 2000     | Kleť                             |
| 47501-47600       |                        |                         |                                  |
| 47501 -           | 2000 AN53              | 4 de gener del 2000     | LINEAR                           |
| 47502 -           | 2000 AN54              | 4 de gener del 2000     | LINEAR                           |
| 47503 -           | 2000 AQ54              | 4 de gener del 2000     | LINEAR                           |
| 47504 -           | 2000 AJ56              | 4 de gener del 2000     | LINEAR                           |
| 47505 -           | 2000 AB57              | 4 de gener del 2000     | LINEAR                           |
| 47506 -           | 2000 AA58              | 4 de gener del 2000     | LINEAR                           |
| 47507 -           | 2000 AM58              | 4 de gener del 2000     | LINEAR                           |
| 47508 -           | 2000 AQ58              | 4 de gener del 2000     | LINEAR                           |
| 47509 -           | 2000 AJ60              | 4 de gener del 2000     | LINEAR                           |
| 47510 -           | 2000 AL60              | 4 de gener del 2000     | LINEAR                           |
| 47511 -           | 2000 AN60              | 4 de gener del 2000     | LINEAR                           |
| 47512 -           | 2000 AY60              | 4 de gener del 2000     | LINEAR                           |
| 47513 -           | 2000 AS66              | 4 de gener del 2000     | LINEAR                           |
| 47514 -           | 2000 AW66              | 4 de gener del 2000     | LINEAR                           |
| 47515 -           | 2000 AB69              | 5 de gener del 2000     | LINEAR                           |
| 47516 -           | 2000 AQ69              | 5 de gener del 2000     | LINEAR                           |
| 47517 -           | 2000 AT71              | 5 de gener del 2000     | LINEAR                           |
| 47518 -           | 2000 AU71              | 5 de gener del 2000     | LINEAR                           |
| 47519 -           | 2000 AK79              | 5 de gener del 2000     | LINEAR                           |
| 47520 -           | 2000 AO79              | 5 de gener del 2000     | LINEAR                           |
| 47521 -           | 2000 AS84              | 5 de gener del 2000     | LINEAR                           |
| 47522 -           | 2000 AW84              | 5 de gener del 2000     | LINEAR                           |
| 47523 -           | 2000 AB85              | 5 de gener del 2000     | LINEAR                           |
| 47524 -           | 2000 AJ90              | 5 de gener del 2000     | LINEAR                           |
| 47525 -           | 2000 AL90              | 5 de gener del 2000     | LINEAR                           |
| 47526 -           | 2000 AM90              | 5 de gener del 2000     | LINEAR                           |
| 47527 -           | 2000 AR90              | 5 de gener del 2000     | LINEAR                           |
| 47528 -           | 2000 AE95              | 4 de gener del 2000     | LINEAR                           |
| 47529 -           | 2000 AM96              | 4 de gener del 2000     | LINEAR                           |
| 47530 -           | 2000 AO96              | 4 de gener del 2000     | LINEAR                           |
| 47531 -           | 2000 AY96              | 4 de gener del 2000     | LINEAR                           |
| 47532 -           | 2000 AF97              | 4 de gener del 2000     | LINEAR                           |
| 47533 -           | 2000 AY97              | 4 de gener del 2000     | LINEAR                           |
| 47534 -           | 2000 AD98              | 4 de gener del 2000     | LINEAR                           |
| 47535 -           | 2000 AA99              | 5 de gener del 2000     | LINEAR                           |
| 47536 -           | 2000 AB102             | 5 de gener del 2000     | LINEAR                           |
| 47537 -           | 2000 AP108             | 5 de gener del 2000     | LINEAR                           |
| 47538 -           | 2000 AR113             | 5 de gener del 2000     | LINEAR                           |
| 47539 -           | 2000 AZ113             | 5 de gener del 2000     | LINEAR                           |
| 47540 -           | 2000 AK115             | 5 de gener del 2000     | LINEAR                           |
| 47541 -           | 2000 AX115             | 5 de gener del 2000     | LINEAR                           |
| 47542 -           | 2000 AN118             | 5 de gener del 2000     | LINEAR                           |
| 47543 -           | 2000 AP118             | 5 de gener del 2000     | LINEAR                           |
| 47544 -           | 2000 AW118             | 5 de gener del 2000     | LINEAR                           |
| 47545 -           | 2000 AZ118             | 5 de gener del 2000     | LINEAR                           |
| 47546 -           | 2000 AN119             | 5 de gener del 2000     | LINEAR                           |
| 47547 -           | 2000 AM121             | 5 de gener del 2000     | LINEAR                           |
| 47548 -           | 2000 AO124             | 5 de gener del 2000     | LINEAR                           |
| 47549 -           | 2000 AE126             | 5 de gener del 2000     | LINEAR                           |
| 47550 -           | 2000 AS126             | 5 de gener del 2000     | LINEAR                           |
| 47551 -           | 2000 AM128             | 5 de gener del 2000     | LINEAR                           |
| 47552 -           | 2000 AR128             | 5 de gener del 2000     | LINEAR                           |
| 47553 -           | 2000 AE129             | 5 de gener del 2000     | LINEAR                           |
| 47554 -           | 2000 AN130             | 5 de gener del 2000     | LINEAR                           |
| 47555 -           | 2000 AM136             | 4 de gener del 2000     | LINEAR                           |
| 47556 -           | 2000 AL137             | 4 de gener del 2000     | LINEAR                           |
| 47557 -           | 2000 AP137             | 4 de gener del 2000     | LINEAR                           |
| 47558 -           | 2000 AU137             | 4 de gener del 2000     | LINEAR                           |
| 47559 -           | 2000 AK143             | 5 de gener del 2000     | LINEAR                           |
| 47560 -           | 2000 AD144             | 5 de gener del 2000     | LINEAR                           |
| 47561 -           | 2000 AA147             | 4 de gener del 2000     | T. Kobayashi                     |
| 47562 -           | 2000 AZ148             | 7 de gener del 2000     | LINEAR                           |
| 47563 -           | 2000 AW149             | 7 de gener del 2000     | LINEAR                           |
| 47564 -           | 2000 AD150             | 7 de gener del 2000     | LINEAR                           |
| 47565 -           | 2000 AJ150             | 7 de gener del 2000     | LINEAR                           |
| 47566 -           | 2000 AU150             | 8 de gener del 2000     | LINEAR                           |
| 47567 -           | 2000 AL154             | 2 de gener del 2000     | LINEAR                           |
| 47568 -           | 2000 AW155             | 3 de gener del 2000     | LINEAR                           |
| 47569 -           | 2000 AP159             | 3 de gener del 2000     | LINEAR                           |
| 47570 -           | 2000 AM162             | 4 de gener del 2000     | LINEAR                           |
| 47571 -           | 2000 AT162             | 4 de gener del 2000     | LINEAR                           |
| 47572 -           | 2000 AK167             | 8 de gener del 2000     | LINEAR                           |
| 47573 -           | 2000 AV170             | 7 de gener del 2000     | LINEAR                           |
| 47574 -           | 2000 AF171             | 7 de gener del 2000     | LINEAR                           |
| 47575 -           | 2000 AL172             | 7 de gener del 2000     | LINEAR                           |
| 47576 -           | 2000 AW172             | 7 de gener del 2000     | LINEAR                           |
| 47577 -           | 2000 AD173             | 7 de gener del 2000     | LINEAR                           |
| 47578 -           | 2000 AT174             | 7 de gener del 2000     | LINEAR                           |
| 47579 -           | 2000 AW174             | 7 de gener del 2000     | LINEAR                           |
| 47580 -           | 2000 AQ175             | 7 de gener del 2000     | LINEAR                           |
| 47581 -           | 2000 AN178             | 7 de gener del 2000     | LINEAR                           |
| 47582 -           | 2000 AO179             | 7 de gener del 2000     | LINEAR                           |
| 47583 -           | 2000 AW182             | 7 de gener del 2000     | LINEAR                           |
| 47584 -           | 2000 AX182             | 7 de gener del 2000     | LINEAR                           |
| 47585 -           | 2000 AA192             | 8 de gener del 2000     | LINEAR                           |
| 47586 -           | 2000 AE193             | 8 de gener del 2000     | LINEAR                           |
| 47587 -           | 2000 AU198             | 8 de gener del 2000     | LINEAR                           |
| 47588 -           | 2000 AM201             | 9 de gener del 2000     | LINEAR                           |
| 47589 -           | 2000 AY201             | 9 de gener del 2000     | LINEAR                           |
| 47590 -           | 2000 AY202             | 10 de gener del 2000    | LINEAR                           |
| 47591 -           | 2000 AD203             | 10 de gener del 2000    | LINEAR                           |
| 47592 -           | 2000 AO203             | 10 de gener del 2000    | LINEAR                           |
| 47593 -           | 2000 AF204             | 12 de gener del 2000    | D. K. Chesney                    |
| 47594 -           | 2000 AQ204             | 8 de gener del 2000     | LINEAR                           |
| 47595 -           | 2000 AK207             | 3 de gener del 2000     | Spacewatch                       |
| 47596 -           | 2000 AA213             | 6 de gener del 2000     | Spacewatch                       |
| 47597 -           | 2000 AK214             | 6 de gener del 2000     | Spacewatch                       |
| 47598 -           | 2000 AR215             | 7 de gener del 2000     | Spacewatch                       |
| 47599 -           | 2000 AB216             | 7 de gener del 2000     | Spacewatch                       |
| 47600 -           | 2000 AF227             | 10 de gener del 2000    | Spacewatch                       |
| 47601-47700       |                        |                         |                                  |
| 47601 -           | 2000 AQ227             | 10 de gener del 2000    | Spacewatch                       |
| 47602 -           | 2000 AC231             | 4 de gener del 2000     | LONEOS                           |
| 47603 -           | 2000 AV232             | 4 de gener del 2000     | LINEAR                           |
| 47604 -           | 2000 AF236             | 5 de gener del 2000     | LONEOS                           |
| 47605 -           | 2000 AT237             | 5 de gener del 2000     | LINEAR                           |
| 47606 -           | 2000 AA238             | 6 de gener del 2000     | LONEOS                           |
| 47607 -           | 2000 AN242             | 7 de gener del 2000     | LINEAR                           |
| 47608 -           | 2000 AE243             | 7 de gener del 2000     | LONEOS                           |
| 47609 -           | 2000 AN251             | 5 de gener del 2000     | LINEAR                           |
| 47610 -           | 2000 AY254             | 6 de gener del 2000     | LINEAR                           |
| 47611 -           | 2000 BL1               | 26 de gener del 2000    | Spacewatch                       |
| 47612 -           | 2000 BO4               | 21 de gener del 2000    | LINEAR                           |
| 47613 -           | 2000 BP12              | 28 de gener del 2000    | Spacewatch                       |
| 47614 -           | 2000 BO14              | 28 de gener del 2000    | T. Kobayashi                     |
| 47615 -           | 2000 BT22              | 27 de gener del 2000    | K. Korlević                      |
| 47616 -           | 2000 BC26              | 30 de gener del 2000    | LINEAR                           |
| 47617 -           | 2000 BC27              | 30 de gener del 2000    | LINEAR                           |
| 47618 -           | 2000 BD27              | 30 de gener del 2000    | LINEAR                           |
| 47619 -           | 2000 BW28              | 30 de gener del 2000    | CSS                              |
| 47620 -           | 2000 BA29              | 30 de gener del 2000    | CSS                              |
| 47621 -           | 2000 BO29              | 28 de gener del 2000    | LINEAR                           |
| 47622 -           | 2000 BQ32              | 28 de gener del 2000    | Spacewatch                       |
| 47623 -           | 2000 BF38              | 28 de gener del 2000    | Spacewatch                       |
| 47624 -           | 2000 BG41              | 30 de gener del 2000    | Spacewatch                       |
| 47625 -           | 2000 BB49              | 26 de gener del 2000    | Spacewatch                       |
| 47626 -           | 2000 BS49              | 21 de gener del 2000    | LINEAR                           |
| 47627 -           | 2000 CX                | 1 de febrer del 2000    | CSS                              |
| 47628 -           | 2000 CJ2               | 2 de febrer del 2000    | T. Kobayashi                     |
| 47629 -           | 2000 CR4               | 2 de febrer del 2000    | LINEAR                           |
| 47630 -           | 2000 CF6               | 2 de febrer del 2000    | LINEAR                           |
| 47631 -           | 2000 CY17              | 2 de febrer del 2000    | LINEAR                           |
| 47632 -           | 2000 CA21              | 2 de febrer del 2000    | LINEAR                           |
| 47633 -           | 2000 CG23              | 2 de febrer del 2000    | LINEAR                           |
| 47634 -           | 2000 CN24              | 2 de febrer del 2000    | LINEAR                           |
| 47635 -           | 2000 CH25              | 2 de febrer del 2000    | LINEAR                           |
| 47636 -           | 2000 CV25              | 2 de febrer del 2000    | LINEAR                           |
| 47637 -           | 2000 CD28              | 2 de febrer del 2000    | LINEAR                           |
| 47638 -           | 2000 CP28              | 2 de febrer del 2000    | LINEAR                           |
| 47639 -           | 2000 CT29              | 2 de febrer del 2000    | LINEAR                           |
| 47640 -           | 2000 CA30              | 2 de febrer del 2000    | LINEAR                           |
| 47641 -           | 2000 CE30              | 2 de febrer del 2000    | LINEAR                           |
| 47642 -           | 2000 CF30              | 2 de febrer del 2000    | LINEAR                           |
| 47643 -           | 2000 CM30              | 2 de febrer del 2000    | LINEAR                           |
| 47644 -           | 2000 CO36              | 2 de febrer del 2000    | LINEAR                           |
| 47645 -           | 2000 CD37              | 2 de febrer del 2000    | LINEAR                           |
| 47646 -           | 2000 CE37              | 2 de febrer del 2000    | LINEAR                           |
| 47647 -           | 2000 CH38              | 3 de febrer del 2000    | LINEAR                           |
| 47648 -           | 2000 CA40              | 2 de febrer del 2000    | LINEAR                           |
| 47649 -           | 2000 CP40              | 1 de febrer del 2000    | CSS                              |
| 47650 -           | 2000 CU40              | 1 de febrer del 2000    | CSS                              |
| 47651 -           | 2000 CV42              | 2 de febrer del 2000    | LINEAR                           |
| 47652 -           | 2000 CL44              | 2 de febrer del 2000    | LINEAR                           |
| 47653 -           | 2000 CD45              | 2 de febrer del 2000    | LINEAR                           |
| 47654 -           | 2000 CP46              | 2 de febrer del 2000    | LINEAR                           |
| 47655 -           | 2000 CB48              | 2 de febrer del 2000    | LINEAR                           |
| 47656 -           | 2000 CD48              | 2 de febrer del 2000    | LINEAR                           |
| 47657 -           | 2000 CE48              | 2 de febrer del 2000    | LINEAR                           |
| 47658 -           | 2000 CL48              | 2 de febrer del 2000    | LINEAR                           |
| 47659 -           | 2000 CM49              | 2 de febrer del 2000    | LINEAR                           |
| 47660 -           | 2000 CA51              | 2 de febrer del 2000    | LINEAR                           |
| 47661 -           | 2000 CP52              | 2 de febrer del 2000    | LINEAR                           |
| 47662 -           | 2000 CN53              | 2 de febrer del 2000    | LINEAR                           |
| 47663 -           | 2000 CD54              | 2 de febrer del 2000    | LINEAR                           |
| 47664 -           | 2000 CE54              | 2 de febrer del 2000    | LINEAR                           |
| 47665 -           | 2000 CX55              | 4 de febrer del 2000    | LINEAR                           |
| 47666 -           | 2000 CA58              | 5 de febrer del 2000    | LINEAR                           |
| 47667 -           | 2000 CD58              | 5 de febrer del 2000    | LINEAR                           |
| 47668 -           | 2000 CM60              | 2 de febrer del 2000    | LINEAR                           |
| 47669 -           | 2000 CC62              | 2 de febrer del 2000    | LINEAR                           |
| 47670 -           | 2000 CA63              | 2 de febrer del 2000    | LINEAR                           |
| 47671 -           | 2000 CP63              | 2 de febrer del 2000    | LINEAR                           |
| 47672 -           | 2000 CZ63              | 2 de febrer del 2000    | LINEAR                           |
| 47673 -           | 2000 CF64              | 3 de febrer del 2000    | LINEAR                           |
| 47674 -           | 2000 CT65              | 4 de febrer del 2000    | LINEAR                           |
| 47675 -           | 2000 CW66              | 6 de febrer del 2000    | LINEAR                           |
| 47676 -           | 2000 CE71              | 7 de febrer del 2000    | LINEAR                           |
| 47677 -           | 2000 CO71              | 7 de febrer del 2000    | LINEAR                           |
| 47678 -           | 2000 CT75              | 7 de febrer del 2000    | LINEAR                           |
| 47679 -           | 2000 CN76              | 10 de febrer del 2000   | K. Korlević                      |
| 47680 -           | 2000 CC77              | 10 de febrer del 2000   | K. Korlević                      |
| 47681 -           | 2000 CZ77              | 7 de febrer del 2000    | Spacewatch                       |
| 47682 -           | 2000 CO82              | 4 de febrer del 2000    | LINEAR                           |
| 47683 -           | 2000 CR82              | 4 de febrer del 2000    | LINEAR                           |
| 47684 -           | 2000 CT83              | 4 de febrer del 2000    | LINEAR                           |
| 47685 -           | 2000 CC84              | 4 de febrer del 2000    | LINEAR                           |
| 47686 -           | 2000 CA86              | 4 de febrer del 2000    | LINEAR                           |
| 47687 -           | 2000 CW86              | 4 de febrer del 2000    | LINEAR                           |
| 47688 -           | 2000 CO88              | 4 de febrer del 2000    | LINEAR                           |
| 47689 -           | 2000 CN91              | 6 de febrer del 2000    | LINEAR                           |
| 47690 -           | 2000 CQ92              | 6 de febrer del 2000    | LINEAR                           |
| 47691 -           | 2000 CT92              | 6 de febrer del 2000    | LINEAR                           |
| 47692 -           | 2000 CC94              | 8 de febrer del 2000    | LINEAR                           |
| 47693 -           | 2000 CG94              | 8 de febrer del 2000    | LINEAR                           |
| 47694 -           | 2000 CO94              | 8 de febrer del 2000    | LINEAR                           |
| 47695 -           | 2000 CC99              | 8 de febrer del 2000    | Spacewatch                       |
| 47696 -           | 2000 CK100             | 10 de febrer del 2000   | Spacewatch                       |
| 47697 -           | 2000 CZ101             | 2 de febrer del 2000    | LINEAR                           |
| 47698 -           | 2000 CG109             | 5 de febrer del 2000    | CSS                              |
| 47699 -           | 2000 CP116             | 3 de febrer del 2000    | LINEAR                           |
| 47700 -           | 2000 CQ121             | 3 de febrer del 2000    | LINEAR                           |
| 47701-47800       |                        |                         |                                  |
| 47701 -           | 2000 DA1               | 25 de febrer del 2000   | LINEAR                           |
| 47702 -           | 2000 DE2               | 26 de febrer del 2000   | Spacewatch                       |
| 47703 -           | 2000 DR2               | 27 de febrer del 2000   | Spacewatch                       |
| 47704 -           | 2000 DN4               | 28 de febrer del 2000   | LINEAR                           |
| 47705 -           | 2000 DT9               | 26 de febrer del 2000   | Spacewatch                       |
| 47706 -           | 2000 DH12              | 27 de febrer del 2000   | Spacewatch                       |
| 47707 -           | 2000 DB15              | 26 de febrer del 2000   | CSS                              |
| 47708 -           | 2000 DR15              | 26 de febrer del 2000   | CSS                              |
| 47709 -           | 2000 DC16              | 28 de febrer del 2000   | K. Korlević                      |
| 47710 -           | 2000 DJ16              | 29 de febrer del 2000   | K. Korlević                      |
| 47711 -           | 2000 DL16              | 29 de febrer del 2000   | K. Korlević                      |
| 47712 -           | 2000 DB23              | 29 de febrer del 2000   | LINEAR                           |
| 47713 -           | 2000 DM23              | 29 de febrer del 2000   | LINEAR                           |
| 47714 -           | 2000 DS24              | 29 de febrer del 2000   | LINEAR                           |
| 47715 -           | 2000 DG25              | 29 de febrer del 2000   | LINEAR                           |
| 47716 -           | 2000 DQ25              | 29 de febrer del 2000   | LINEAR                           |
| 47717 -           | 2000 DU28              | 29 de febrer del 2000   | LINEAR                           |
| 47718 -           | 2000 DV29              | 29 de febrer del 2000   | LINEAR                           |
| 47719 -           | 2000 DC30              | 29 de febrer del 2000   | LINEAR                           |
| 47720 -           | 2000 DR34              | 29 de febrer del 2000   | LINEAR                           |
| 47721 -           | 2000 DS34              | 29 de febrer del 2000   | LINEAR                           |
| 47722 -           | 2000 DZ35              | 29 de febrer del 2000   | LINEAR                           |
| 47723 -           | 2000 DV37              | 29 de febrer del 2000   | LINEAR                           |
| 47724 -           | 2000 DE38              | 29 de febrer del 2000   | LINEAR                           |
| 47725 -           | 2000 DW39              | 29 de febrer del 2000   | LINEAR                           |
| 47726 -           | 2000 DE42              | 29 de febrer del 2000   | LINEAR                           |
| 47727 -           | 2000 DG44              | 29 de febrer del 2000   | LINEAR                           |
| 47728 -           | 2000 DP45              | 29 de febrer del 2000   | LINEAR                           |
| 47729 -           | 2000 DR45              | 29 de febrer del 2000   | LINEAR                           |
| 47730 -           | 2000 DY46              | 29 de febrer del 2000   | LINEAR                           |
| 47731 -           | 2000 DM48              | 29 de febrer del 2000   | LINEAR                           |
| 47732 -           | 2000 DR51              | 29 de febrer del 2000   | LINEAR                           |
| 47733 -           | 2000 DW51              | 29 de febrer del 2000   | LINEAR                           |
| 47734 -           | 2000 DX55              | 29 de febrer del 2000   | LINEAR                           |
| 47735 -           | 2000 DS60              | 29 de febrer del 2000   | LINEAR                           |
| 47736 -           | 2000 DG61              | 29 de febrer del 2000   | LINEAR                           |
| 47737 -           | 2000 DT66              | 29 de febrer del 2000   | LINEAR                           |
| 47738 -           | 2000 DB68              | 29 de febrer del 2000   | LINEAR                           |
| 47739 -           | 2000 DD69              | 29 de febrer del 2000   | LINEAR                           |
| 47740 -           | 2000 DC71              | 29 de febrer del 2000   | LINEAR                           |
| 47741 -           | 2000 DQ71              | 29 de febrer del 2000   | LINEAR                           |
| 47742 -           | 2000 DX73              | 29 de febrer del 2000   | LINEAR                           |
| 47743 -           | 2000 DH74              | 29 de febrer del 2000   | LINEAR                           |
| 47744 -           | 2000 DJ75              | 29 de febrer del 2000   | LINEAR                           |
| 47745 -           | 2000 DE77              | 29 de febrer del 2000   | LINEAR                           |
| 47746 -           | 2000 DY77              | 29 de febrer del 2000   | LINEAR                           |
| 47747 -           | 2000 DH81              | 28 de febrer del 2000   | LINEAR                           |
| 47748 -           | 2000 DF82              | 28 de febrer del 2000   | LINEAR                           |
| 47749 -           | 2000 DX82              | 28 de febrer del 2000   | LINEAR                           |
| 47750 -           | 2000 DM85              | 29 de febrer del 2000   | LINEAR                           |
| 47751 -           | 2000 DO85              | 29 de febrer del 2000   | LINEAR                           |
| 47752 -           | 2000 DD87              | 29 de febrer del 2000   | LINEAR                           |
| 47753 -           | 2000 DY92              | 28 de febrer del 2000   | LINEAR                           |
| 47754 -           | 2000 DE94              | 28 de febrer del 2000   | LINEAR                           |
| 47755 -           | 2000 DL94              | 28 de febrer del 2000   | LINEAR                           |
| 47756 -           | 2000 DO96              | 29 de febrer del 2000   | LINEAR                           |
| 47757 -           | 2000 DD98              | 29 de febrer del 2000   | LINEAR                           |
| 47758 -           | 2000 DV98              | 29 de febrer del 2000   | LINEAR                           |
| 47759 -           | 2000 DR99              | 29 de febrer del 2000   | LINEAR                           |
| 47760 -           | 2000 DQ100             | 29 de febrer del 2000   | LINEAR                           |
| 47761 -           | 2000 DR100             | 29 de febrer del 2000   | LINEAR                           |
| 47762 -           | 2000 DT100             | 29 de febrer del 2000   | LINEAR                           |
| 47763 -           | 2000 DR101             | 29 de febrer del 2000   | LINEAR                           |
| 47764 -           | 2000 DX102             | 29 de febrer del 2000   | LINEAR                           |
| 47765 -           | 2000 DZ102             | 29 de febrer del 2000   | LINEAR                           |
| 47766 -           | 2000 DP103             | 29 de febrer del 2000   | LINEAR                           |
| 47767 -           | 2000 DR103             | 29 de febrer del 2000   | LINEAR                           |
| 47768 -           | 2000 DD104             | 29 de febrer del 2000   | LINEAR                           |
| 47769 -           | 2000 DK104             | 29 de febrer del 2000   | LINEAR                           |
| 47770 -           | 2000 DN104             | 29 de febrer del 2000   | LINEAR                           |
| 47771 -           | 2000 DC105             | 29 de febrer del 2000   | LINEAR                           |
| 47772 -           | 2000 DO107             | 29 de febrer del 2000   | LINEAR                           |
| 47773 -           | 2000 DV108             | 29 de febrer del 2000   | LINEAR                           |
| 47774 -           | 2000 DC110             | 29 de febrer del 2000   | LINEAR                           |
| 47775 -           | 2000 DX115             | 27 de febrer del 2000   | CSS                              |
| 47776 -           | 2000 EX                | 3 de març del 2000      | K. Korlević                      |
| 47777 -           | 2000 EK9               | 3 de març del 2000      | LINEAR                           |
| 47778 -           | 2000 EX10              | 4 de març del 2000      | LINEAR                           |
| 47779 -           | 2000 EE11              | 4 de març del 2000      | LINEAR                           |
| 47780 -           | 2000 EM13              | 5 de març del 2000      | LINEAR                           |
| 47781 -           | 2000 EK17              | 3 de març del 2000      | LINEAR                           |
| 47782 -           | 2000 EL18              | 5 de març del 2000      | LINEAR                           |
| 47783 -           | 2000 EU19              | 5 de març del 2000      | LINEAR                           |
| 47784 -           | 2000 EY19              | 7 de març del 2000      | LINEAR                           |
| 47785 -           | 2000 EL20              | 3 de març del 2000      | CSS                              |
| 47786 -           | 2000 EQ20              | 3 de març del 2000      | CSS                              |
| 47787 -           | 2000 EW24              | 8 de març del 2000      | Spacewatch                       |
| 47788 -           | 2000 EB26              | 8 de març del 2000      | Spacewatch                       |
| 47789 -           | 2000 ED26              | 8 de març del 2000      | Spacewatch                       |
| 47790 -           | 2000 EJ30              | 5 de març del 2000      | LINEAR                           |
| 47791 -           | 2000 EC31              | 5 de març del 2000      | LINEAR                           |
| 47792 -           | 2000 EV31              | 5 de març del 2000      | LINEAR                           |
| 47793 -           | 2000 EO32              | 5 de març del 2000      | LINEAR                           |
| 47794 -           | 2000 EP38              | 8 de març del 2000      | LINEAR                           |
| 47795 -           | 2000 ER38              | 8 de març del 2000      | LINEAR                           |
| 47796 -           | 2000 EN40              | 8 de març del 2000      | LINEAR                           |
| 47797 -           | 2000 EQ40              | 8 de març del 2000      | LINEAR                           |
| 47798 -           | 2000 EP45              | 9 de març del 2000      | LINEAR                           |
| 47799 -           | 2000 ES49              | 9 de març del 2000      | LINEAR                           |
| 47800 -           | 2000 ED50              | 7 de març del 2000      | K. Korlević                      |
| 47801-47900       |                        |                         |                                  |
| 47801 -           | 2000 EF55              | 10 de març del 2000     | Spacewatch                       |
| 47802 -           | 2000 EZ56              | 8 de març del 2000      | LINEAR                           |
| 47803 -           | 2000 EK58              | 8 de març del 2000      | LINEAR                           |
| 47804 -           | 2000 EP59              | 10 de març del 2000     | LINEAR                           |
| 47805 -           | 2000 EY60              | 10 de març del 2000     | LINEAR                           |
| 47806 -           | 2000 EV65              | 10 de març del 2000     | LINEAR                           |
| 47807 -           | 2000 ED67              | 10 de març del 2000     | LINEAR                           |
| 47808 -           | 2000 EG67              | 10 de març del 2000     | LINEAR                           |
| 47809 -           | 2000 EA78              | 5 de març del 2000      | LINEAR                           |
| 47810 -           | 2000 EE79              | 5 de març del 2000      | LINEAR                           |
| 47811 -           | 2000 ER79              | 5 de març del 2000      | LINEAR                           |
| 47812 -           | 2000 EW79              | 5 de març del 2000      | LINEAR                           |
| 47813 -           | 2000 EK84              | 6 de març del 2000      | LINEAR                           |
| 47814 -           | 2000 ED85              | 8 de març del 2000      | LINEAR                           |
| 47815 -           | 2000 EP85              | 8 de març del 2000      | LINEAR                           |
| 47816 -           | 2000 EE86              | 8 de març del 2000      | LINEAR                           |
| 47817 -           | 2000 EW89              | 9 de març del 2000      | LINEAR                           |
| 47818 -           | 2000 EA91              | 9 de març del 2000      | LINEAR                           |
| 47819 -           | 2000 EJ91              | 9 de març del 2000      | LINEAR                           |
| 47820 -           | 2000 EB93              | 9 de març del 2000      | LINEAR                           |
| 47821 -           | 2000 EN93              | 9 de març del 2000      | LINEAR                           |
| 47822 -           | 2000 EX95              | 11 de març del 2000     | LINEAR                           |
| 47823 -           | 2000 EK97              | 10 de març del 2000     | LINEAR                           |
| 47824 -           | 2000 ED103             | 11 de març del 2000     | LINEAR                           |
| 47825 -           | 2000 EO103             | 12 de març del 2000     | LINEAR                           |
| 47826 -           | 2000 EC105             | 11 de març del 2000     | LONEOS                           |
| 47827 -           | 2000 EJ105             | 11 de març del 2000     | LONEOS                           |
| 47828 -           | 2000 EV109             | 8 de març del 2000      | Spacewatch                       |
| 47829 -           | 2000 EF110             | 8 de març del 2000      | NEAT                             |
| 47830 -           | 2000 EF111             | 8 de març del 2000      | NEAT                             |
| 47831 -           | 2000 ED112             | 9 de març del 2000      | LINEAR                           |
| 47832 -           | 2000 EC113             | 9 de març del 2000      | LINEAR                           |
| 47833 -           | 2000 EJ114             | 9 de març del 2000      | LINEAR                           |
| 47834 -           | 2000 EN114             | 9 de març del 2000      | LINEAR                           |
| 47835 -           | 2000 EK116             | 10 de març del 2000     | CSS                              |
| 47836 -           | 2000 EU116             | 10 de març del 2000     | LINEAR                           |
| 47837 -           | 2000 EB118             | 11 de març del 2000     | LONEOS                           |
| 47838 -           | 2000 EP119             | 11 de març del 2000     | LONEOS                           |
| 47839 -           | 2000 ES119             | 11 de març del 2000     | LONEOS                           |
| 47840 -           | 2000 EW119             | 11 de març del 2000     | LONEOS                           |
| 47841 -           | 2000 EO121             | 11 de març del 2000     | LONEOS                           |
| 47842 -           | 2000 EH122             | 11 de març del 2000     | LONEOS                           |
| 47843 -           | 2000 EC123             | 11 de març del 2000     | CSS                              |
| 47844 -           | 2000 EQ126             | 11 de març del 2000     | LONEOS                           |
| 47845 -           | 2000 ED129             | 11 de març del 2000     | LONEOS                           |
| 47846 -           | 2000 EM133             | 11 de març del 2000     | LINEAR                           |
| 47847 -           | 2000 EV133             | 11 de març del 2000     | LONEOS                           |
| 47848 -           | 2000 EY133             | 11 de març del 2000     | LINEAR                           |
| 47849 -           | 2000 EY135             | 11 de març del 2000     | LONEOS                           |
| 47850 -           | 2000 EB137             | 12 de març del 2000     | LINEAR                           |
| 47851 -           | 2000 EW139             | 12 de març del 2000     | CSS                              |
| 47852 -           | 2000 EQ140             | 2 de març del 2000      | CSS                              |
| 47853 -           | 2000 EA144             | 3 de març del 2000      | CSS                              |
| 47854 -           | 2000 EY150             | 5 de març del 2000      | NEAT                             |
| 47855 -           | 2000 EU153             | 6 de març del 2000      | NEAT                             |
| 47856 -           | 2000 EO154             | 6 de març del 2000      | NEAT                             |
| 47857 -           | 2000 ET155             | 9 de març del 2000      | LINEAR                           |
| 47858 -           | 2000 EB158             | 12 de març del 2000     | LONEOS                           |
| 47859 -           | 2000 EJ158             | 12 de març del 2000     | LONEOS                           |
| 47860 -           | 2000 EX163             | 3 de març del 2000      | LINEAR                           |
| 47861 -           | 2000 EY169             | 5 de març del 2000      | LINEAR                           |
| 47862 -           | 2000 ED175             | 2 de març del 2000      | CSS                              |
| 47863 -           | 2000 EC180             | 4 de març del 2000      | LINEAR                           |
| 47864 -           | 2000 EN184             | 5 de març del 2000      | LINEAR                           |
| 47865 -           | 2000 FK3               | 28 de març del 2000     | LINEAR                           |
| 47866 -           | 2000 FM5               | 25 de març del 2000     | Spacewatch                       |
| 47867 -           | 2000 FC6               | 25 de març del 2000     | Spacewatch                       |
| 47868 -           | 2000 FS11              | 28 de març del 2000     | LINEAR                           |
| 47869 -           | 2000 FF12              | 28 de març del 2000     | LINEAR                           |
| 47870 -           | 2000 FK13              | 29 de març del 2000     | LINEAR                           |
| 47871 -           | 2000 FQ13              | 29 de març del 2000     | LINEAR                           |
| 47872 -           | 2000 FV15              | 28 de març del 2000     | LINEAR                           |
| 47873 -           | 2000 FV16              | 28 de març del 2000     | LINEAR                           |
| 47874 -           | 2000 FP17              | 29 de març del 2000     | LINEAR                           |
| 47875 -           | 2000 FG21              | 29 de març del 2000     | LINEAR                           |
| 47876 -           | 2000 FM21              | 29 de març del 2000     | LINEAR                           |
| 47877 -           | 2000 FE23              | 29 de març del 2000     | LINEAR                           |
| 47878 -           | 2000 FK25              | 26 de març del 2000     | LONEOS                           |
| 47879 -           | 2000 FR26              | 27 de març del 2000     | LONEOS                           |
| 47880 -           | 2000 FY27              | 27 de març del 2000     | LONEOS                           |
| 47881 -           | 2000 FV30              | 27 de març del 2000     | LONEOS                           |
| 47882 -           | 2000 FT38              | 29 de març del 2000     | LINEAR                           |
| 47883 -           | 2000 FZ39              | 29 de març del 2000     | LINEAR                           |
| 47884 -           | 2000 FN40              | 29 de març del 2000     | LINEAR                           |
| 47885 -           | 2000 FB42              | 29 de març del 2000     | LINEAR                           |
| 47886 -           | 2000 FT42              | 28 de març del 2000     | LINEAR                           |
| 47887 -           | 2000 FY42              | 28 de març del 2000     | LINEAR                           |
| 47888 -           | 2000 FC46              | 29 de març del 2000     | LINEAR                           |
| 47889 -           | 2000 FL47              | 29 de març del 2000     | LINEAR                           |
| 47890 -           | 2000 FB49              | 30 de març del 2000     | LINEAR                           |
| 47891 -           | 2000 FO65              | 27 de març del 2000     | LONEOS                           |
| 47892 -           | 2000 GT5               | 4 d'abril del 2000      | LINEAR                           |
| 47893 -           | 2000 GY11              | 5 d'abril del 2000      | LINEAR                           |
| 47894 -           | 2000 GS21              | 5 d'abril del 2000      | LINEAR                           |
| 47895 -           | 2000 GZ25              | 5 d'abril del 2000      | LINEAR                           |
| 47896 -           | 2000 GE36              | 5 d'abril del 2000      | LINEAR                           |
| 47897 -           | 2000 GO38              | 5 d'abril del 2000      | LINEAR                           |
| 47898 -           | 2000 GA47              | 5 d'abril del 2000      | LINEAR                           |
| 47899 -           | 2000 GO48              | 5 d'abril del 2000      | LINEAR                           |
| 47900 -           | 2000 GS48              | 5 d'abril del 2000      | LINEAR                           |
| 47901-48000       |                        |                         |                                  |
| 47901 -           | 2000 GH54              | 5 d'abril del 2000      | LINEAR                           |
| 47902 -           | 2000 GM55              | 5 d'abril del 2000      | LINEAR                           |
| 47903 -           | 2000 GX55              | 5 d'abril del 2000      | LINEAR                           |
| 47904 -           | 2000 GW56              | 5 d'abril del 2000      | LINEAR                           |
| 47905 -           | 2000 GN63              | 5 d'abril del 2000      | LINEAR                           |
| 47906 -           | 2000 GV67              | 5 d'abril del 2000      | LINEAR                           |
| 47907 -           | 2000 GT71              | 5 d'abril del 2000      | LINEAR                           |
| 47908 -           | 2000 GH72              | 5 d'abril del 2000      | LINEAR                           |
| 47909 -           | 2000 GC74              | 5 d'abril del 2000      | LINEAR                           |
| 47910 -           | 2000 GY74              | 5 d'abril del 2000      | LINEAR                           |
| 47911 -           | 2000 GT76              | 5 d'abril del 2000      | LINEAR                           |
| 47912 -           | 2000 GA81              | 6 d'abril del 2000      | LINEAR                           |
| 47913 -           | 2000 GR81              | 6 d'abril del 2000      | LINEAR                           |
| 47914 -           | 2000 GM90              | 4 d'abril del 2000      | LINEAR                           |
| 47915 -           | 2000 GG91              | 4 d'abril del 2000      | LINEAR                           |
| 47916 -           | 2000 GA98              | 7 d'abril del 2000      | LINEAR                           |
| 47917 -           | 2000 GO100             | 7 d'abril del 2000      | LINEAR                           |
| 47918 -           | 2000 GN101             | 7 d'abril del 2000      | LINEAR                           |
| 47919 -           | 2000 GS101             | 7 d'abril del 2000      | LINEAR                           |
| 47920 -           | 2000 GZ104             | 7 d'abril del 2000      | LINEAR                           |
| 47921 -           | 2000 GW106             | 7 d'abril del 2000      | LINEAR                           |
| 47922 -           | 2000 GK109             | 7 d'abril del 2000      | LINEAR                           |
| 47923 -           | 2000 GJ111             | 3 d'abril del 2000      | LONEOS                           |
| 47924 -           | 2000 GS113             | 7 d'abril del 2000      | LINEAR                           |
| 47925 -           | 2000 GC118             | 2 d'abril del 2000      | Spacewatch                       |
| 47926 -           | 2000 GK135             | 8 d'abril del 2000      | LINEAR                           |
| 47927 -           | 2000 GG148             | 5 d'abril del 2000      | LINEAR                           |
| 47928 -           | 2000 GD154             | 6 d'abril del 2000      | LONEOS                           |
| 47929 -           | 2000 GZ156             | 6 d'abril del 2000      | LINEAR                           |
| 47930 -           | 2000 GK159             | 7 d'abril del 2000      | LINEAR                           |
| 47931 -           | 2000 GG167             | 4 d'abril del 2000      | LONEOS                           |
| 47932 -           | 2000 GN171             | 1 d'abril del 2000      | A. Gleason                       |
| 47933 -           | 2000 HS7               | 27 d'abril del 2000     | LINEAR                           |
| 47934 -           | 2000 HU7               | 27 d'abril del 2000     | LINEAR                           |
| 47935 -           | 2000 HR11              | 28 d'abril del 2000     | LINEAR                           |
| 47936 -           | 2000 HS29              | 28 d'abril del 2000     | LINEAR                           |
| 47937 -           | 2000 HB44              | 25 d'abril del 2000     | LONEOS                           |
| 47938 -           | 2000 HL45              | 26 d'abril del 2000     | LONEOS                           |
| 47939 -           | 2000 HO58              | 25 d'abril del 2000     | Spacewatch                       |
| 47940 -           | 2000 HE59              | 25 d'abril del 2000     | LONEOS                           |
| 47941 -           | 2000 HU61              | 25 d'abril del 2000     | LONEOS                           |
| 47942 -           | 2000 HW76              | 27 d'abril del 2000     | LINEAR                           |
| 47943 -           | 2000 HS77              | 28 d'abril del 2000     | LINEAR                           |
| 47944 -           | 2000 JK12              | 5 de maig del 2000      | LINEAR                           |
| 47945 -           | 2000 JY18              | 3 de maig del 2000      | LINEAR                           |
| 47946 -           | 2000 JB52              | 9 de maig del 2000      | LINEAR                           |
| 47947 -           | 2000 JT72              | 2 de maig del 2000      | LONEOS                           |
| 47948 -           | 2000 KD32              | 28 de maig del 2000     | LINEAR                           |
| 47949 -           | 2000 KW34              | 27 de maig del 2000     | LINEAR                           |
| 47950 -           | 2000 MP                | 24 de juny del 2000     | Spacewatch                       |
| 47951 -           | 2000 OS15              | 23 de juliol del 2000   | LINEAR                           |
| 47952 -           | 2000 OM16              | 23 de juliol del 2000   | LINEAR                           |
| 47953 -           | 2000 QJ27              | 24 d'agost del 2000     | LINEAR                           |
| 47954 -           | 2000 QF40              | 24 d'agost del 2000     | LINEAR                           |
| 47955 -           | 2000 QZ73              | 24 d'agost del 2000     | LINEAR                           |
| 47956 -           | 2000 QS103             | 28 d'agost del 2000     | LINEAR                           |
| 47957 -           | 2000 QN116             | 28 d'agost del 2000     | LINEAR                           |
| 47958 -           | 2000 QV142             | 31 d'agost del 2000     | LINEAR                           |
| 47959 -           | 2000 QP168             | 31 d'agost del 2000     | LINEAR                           |
| 47960 -           | 2000 RS54              | 3 de setembre del 2000  | LINEAR                           |
| 47961 -           | 2000 RR69              | 2 de setembre del 2000  | LINEAR                           |
| 47962 -           | 2000 RU69              | 2 de setembre del 2000  | LINEAR                           |
| 47963 -           | 2000 SO56              | 24 de setembre del 2000 | LINEAR                           |
| 47964 -           | 2000 SG131             | 22 de setembre del 2000 | LINEAR                           |
| 47965 -           | 2000 SP148             | 24 de setembre del 2000 | LINEAR                           |
| 47966 -           | 2000 SE261             | 24 de setembre del 2000 | LINEAR                           |
| 47967 -           | 2000 SL298             | 28 de setembre del 2000 | LINEAR                           |
| 47968 -           | 2000 TZ55              | 1 d'octubre del 2000    | LONEOS                           |
| 47969 -           | 2000 TG64              | 5 d'octubre del 2000    | LINEAR                           |
| 47970 -           | 2000 UR62              | 25 d'octubre del 2000   | LINEAR                           |
| 47971 -           | 2000 VO4               | 1 de novembre del 2000  | LINEAR                           |
| 47972 -           | 2000 VW15              | 1 de novembre del 2000  | LINEAR                           |
| 47973 -           | 2000 VL46              | 3 de novembre del 2000  | LINEAR                           |
| 47974 -           | 2000 WN23              | 20 de novembre del 2000 | LINEAR                           |
| 47975 -           | 2000 WE26              | 21 de novembre del 2000 | LINEAR                           |
| 47976 -           | 2000 WU88              | 20 de novembre del 2000 | LINEAR                           |
| 47977 -           | 2000 WC154             | 30 de novembre del 2000 | LINEAR                           |
| 47978 -           | 2000 WJ166             | 24 de novembre del 2000 | LONEOS                           |
| 47979 -           | 2000 WD179             | 25 de novembre del 2000 | LINEAR                           |
| 47980 -           | 2000 WM179             | 26 de novembre del 2000 | LINEAR                           |
| 47981 -           | 2000 WG183             | 30 de novembre del 2000 | S. Sposetti                      |
| 47982 -           | 2000 WQ187             | 16 de novembre del 2000 | LONEOS                           |
| 47983 -           | 2000 XX13              | 4 de desembre del 2000  | LINEAR                           |
| 47984 -           | 2000 XE20              | 4 de desembre del 2000  | LINEAR                           |
| 47985 -           | 2000 XV41              | 5 de desembre del 2000  | LINEAR                           |
| 47986 -           | 2000 YN3               | 18 de desembre del 2000 | Spacewatch                       |
| 47987 -           | 2000 YY8               | 20 de desembre del 2000 | Spacewatch                       |
| 47988 -           | 2000 YV25              | 22 de desembre del 2000 | LINEAR                           |
| 47989 -           | 2000 YD35              | 28 de desembre del 2000 | LINEAR                           |
| 47990 -           | 2000 YV68              | 28 de desembre del 2000 | LINEAR                           |
| 47991 -           | 2000 YK73              | 30 de desembre del 2000 | LINEAR                           |
| 47992 -           | 2000 YY103             | 28 de desembre del 2000 | LINEAR                           |
| 47993 -           | 2000 YM105             | 28 de desembre del 2000 | LINEAR                           |
| 47994 -           | 2000 YN118             | 30 de desembre del 2000 | LINEAR                           |
| 47995 -           | 2000 YE133             | 30 de desembre del 2000 | LONEOS                           |
| 47996 -           | 2000 YY139             | 31 de desembre del 2000 | LONEOS                           |
| 47997 -           | 2001 AD20              | 2 de gener del 2001     | LINEAR                           |
| 47998 -           | 2001 AZ44              | 15 de gener del 2001    | T. Kobayashi                     |
| 47999 -           | 2001 BC9               | 19 de gener del 2001    | LINEAR                           |
| 48000 -           | 2001 BX37              | 21 de gener del 2001    | LINEAR                           |